# Hapki Kochido Musool

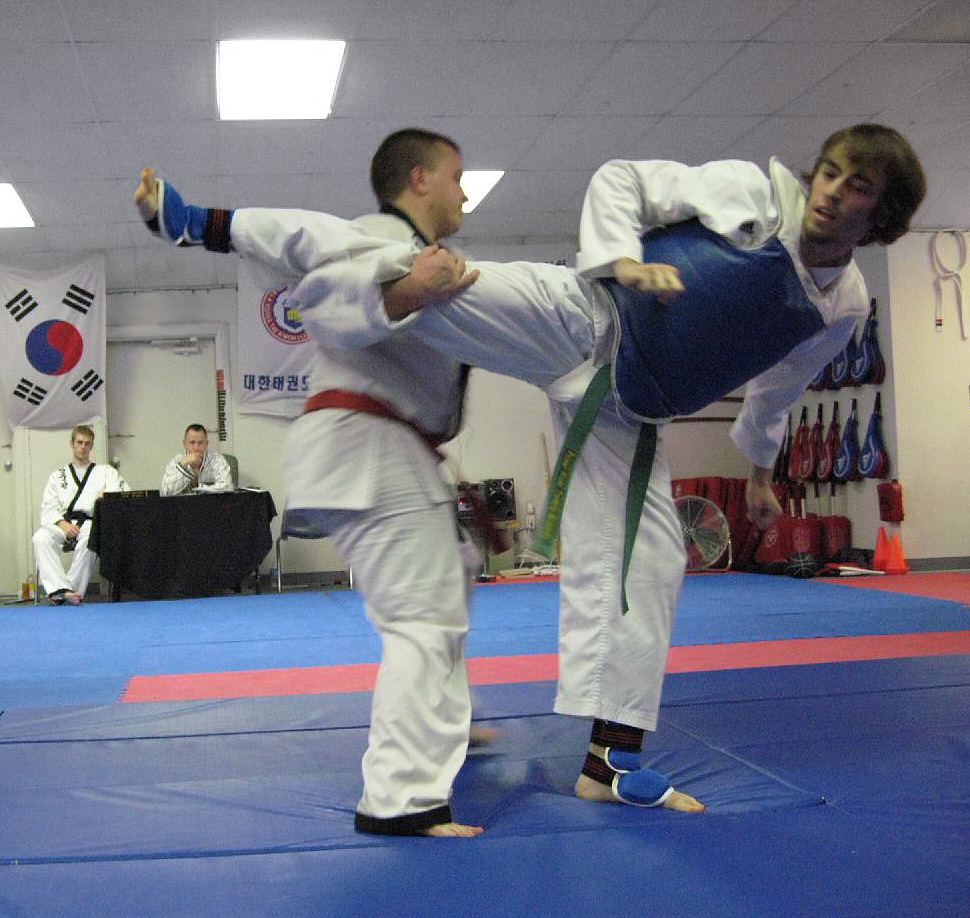
Beoefening van Hapki Kochido Musool

Hapki Kochido Musool is een betrekkelijk nieuwe op Koreaanse leest georiënteerde krijgskunst. Het is een erkende Hapkido stijl, is niet traditioneel te noemen al hoewel het vele elementen draagt uit de oude Koreaanse en Chinese krijgskunsten. Het wordt ook progressief Hapkido genoemd omdat het met de modernste inzichten over het aangaan van een gevecht is opgebouwd waarbij het sportelement minder belangrijk is.

## Vertaling
De term Hapki Kochido Musool (합기코쉬도무술) kan worden opgedeeld in afzonderlijke termen.
- Hap (합)staat voor 'harmonie van lichaam en geest'
- Ki of gi (기) staat voor ki, innerlijke kracht. Ook vaak geromanizeerd als ki.
- Ko (코) afkorting voor Koreaanse invloeden.
- Chi (치) afkorting van Chinese invloeden.
- Do (도) staat voor de weg
- Mu (무) krijgskunst
- Sool (술) technieken

## Achtergrond
Hapki Kochido Musool is ontwikkeld door Kwanjangnim (관장님) Isaac Sinke. De stijl is opgebouwd uit een mix van diverse traditionele Koreaanse en Chinese krijgskunsten maar zodanig aangepast dat het geschikt is als Budokunst voor iedereen, ongeacht conditie, lenigheid en leeftijd. Ontdaan van onnodige niets toevoegende bewegingen.
Hapki Kochido Musool (afgekort Kochido) kan worden aangemerkt als een “harde kunst” waarbij het snel controleren en uitschakelen van de tegenstander centraal staat. Alle technieken eindigen met het onder controle hebben van de tegenstander, dit om zo veilig op hulp te wachten of de tegenstander zodanig te bewerken dat hij niet meer in staat is een bedreiging te vormen.
De nadruk van de technieken uit Hapki Kochido Musool ligt op het gevecht met de handen in plaats van de beentechnieken, die zo kenmerkend zijn bijvoorbeeld bij taekwondo. Statistisch gezien eindigen de meeste gevechten met de vuisten daarom bevat de stijl veel blok en overname/klem/drukpunten en verwurgings- (bevrijdings-)technieken, alleen effectieve traptechnieken waarbij het onnodige kwetsbare acrobatische element is verwijderd worden meegegeven aan de leerlingen.
Hapki Kochido Musool is een zeer technische zelfverdedigingskunst. Het oefenen van met name bepaalde subtielere technieken dient doorgaans veelvuldig herhaald te worden voordat deze technieken effectief kunnen worden toegepast. Dit vereist veel tijd en discipline van de beoefenaars.

## Graduatiesysteem van Hapki Kochido Musool
Om het niveau van Kochido-in (iemand die kochido beoefent) aan te geven, wordt gebruikgemaakt van een gradensysteem. Dit systeem bestaat uit twee delen. De zogenaamde geup (급) en dan (단) graden. De gup graden lopen af van 8 t/m één en de dan graden lopen juist op. De kleur van de band geeft de graad van gevorderdheid aan; een beginner heeft een witte band (8e geup), waarna geel (7e geup), oranje (6e geup), groen (5e geup), blauw (4e geup), paars (3e geup), rood (2e geup), rood-zwart(1e geup), rood-zwart/zwart (1e test) en zwart (1e dan) volgen.
Om van de ene naar de andere graad te stijgen, dient men een examen af te leggen. Er zijn mogelijkheden om twee keer per jaar examen te doen. Tussen dan examens kunnen enkele jaren zitten.

## Technieken
Bij het toepassen van de Hapki Kochido Musool technieken kunnen ernstige gevolgen opleveren voor een aanvaller. Bij de uitvoering van technieken kunnen bijvoorbeeld botbreuken ontstaan. Het curriculum van Hapki Kochido Musool is zodanig opgezet, dat de tegenstander in zeer veel gevallen onschadelijk kan worden gemaakt zonder hem of haar enige verwonding toe te brengen. Het controleren van de tegenstander door middel van een klem is daar een voorbeeld van.
De Kochido-in trainen technieken die toepasbaar voor het straat gevecht. Daar gelden over het algemeen geen regels en zullen alle technieken geoorloofd zijn om de tegenstander te controleren of uit te schakelen. In de dojang (도장) worden ten behoeve van de veiligheid de technieken niet 'full contact' doorgezet en de effecten ervan deels gecontroleerd gesimuleerd.
Hapki Kochido Musool wordt alleen nog onderwezen in Haarlem bij Martial Arts Academy Iron Fist(3 locaties), maar gezien de stijgende populariteit en vraag is het niet uitgesloten dat er meerdere Dojangs worden geopend in de rest van Nederland.